# Alliance of Women Film Journalists EDA Awards 2018
11. ročník Alliance of Women Film Journalists EDA Awards se konal 10. ledna 2019. Nominace byly zveřejněny 23. prosince 2018.

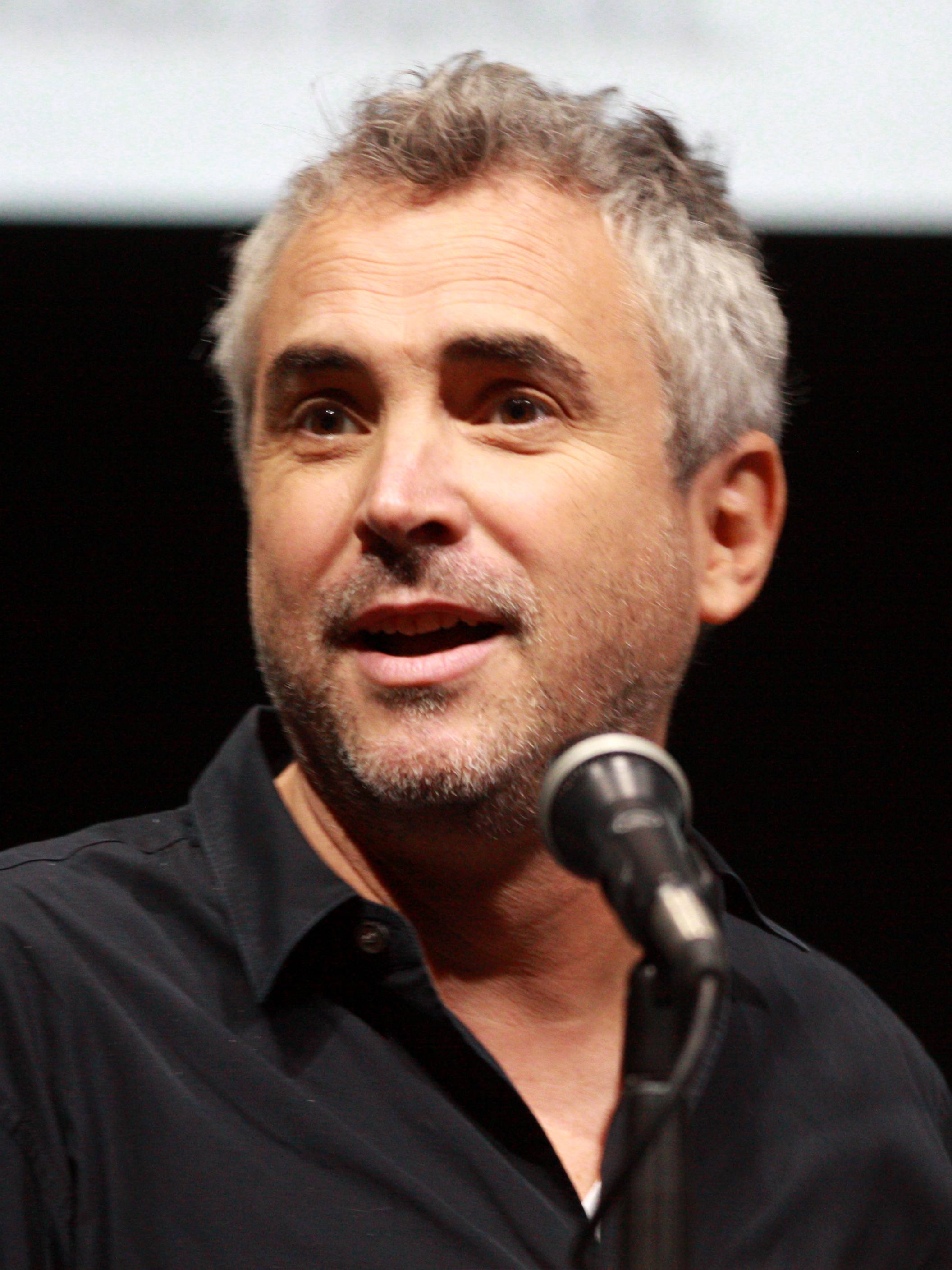
Alfonso Cuarón, vítěz v kategoriích nejlepší režisér a nejlepší střih

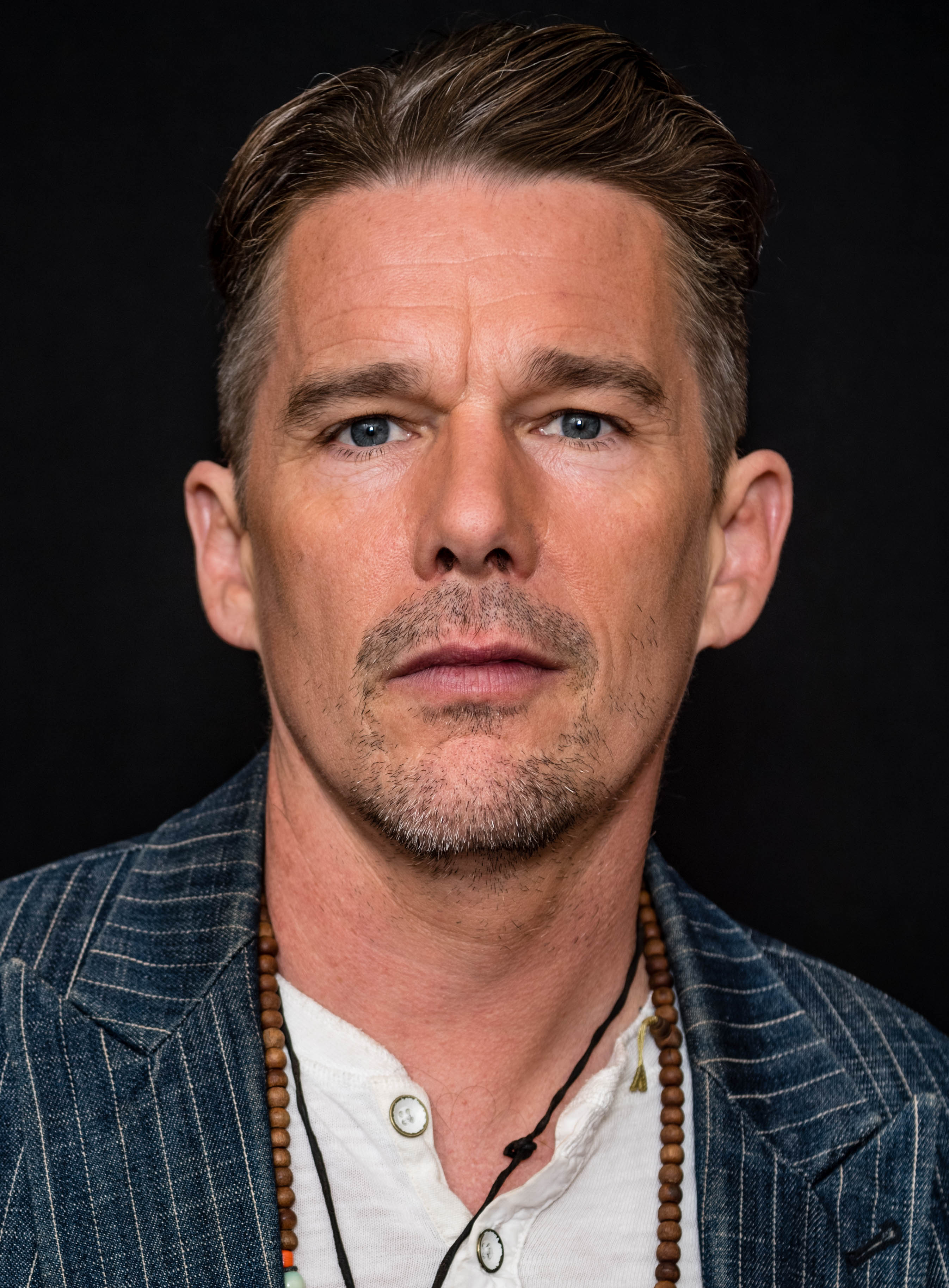
Ethan Hawke, vítěz v kategorii nejlepší herec v hlavní roli

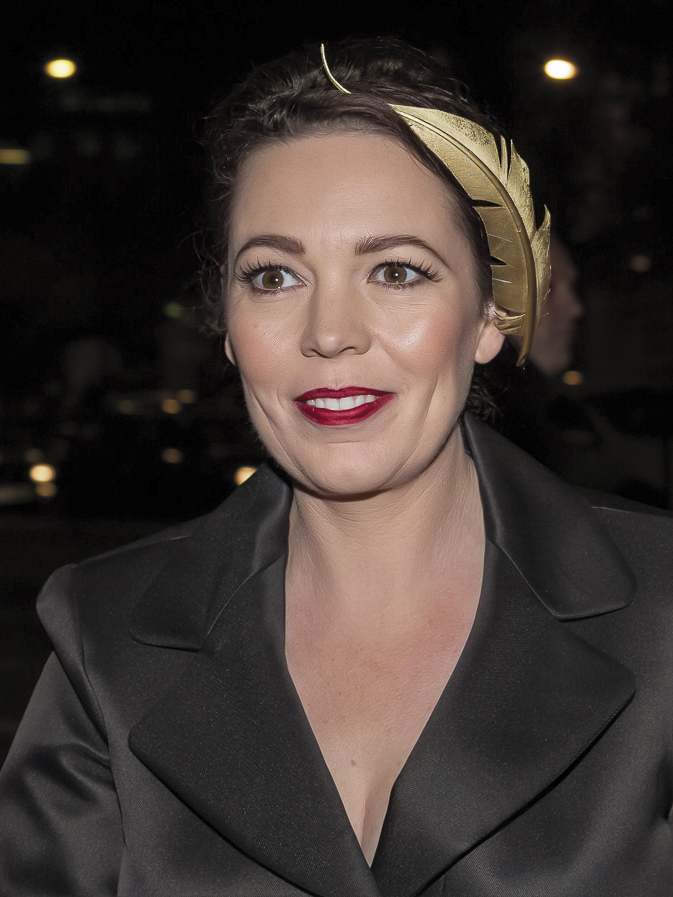
Olivia Colmanová, vítězka v kategorii nejlepší herečka v hlavní roli

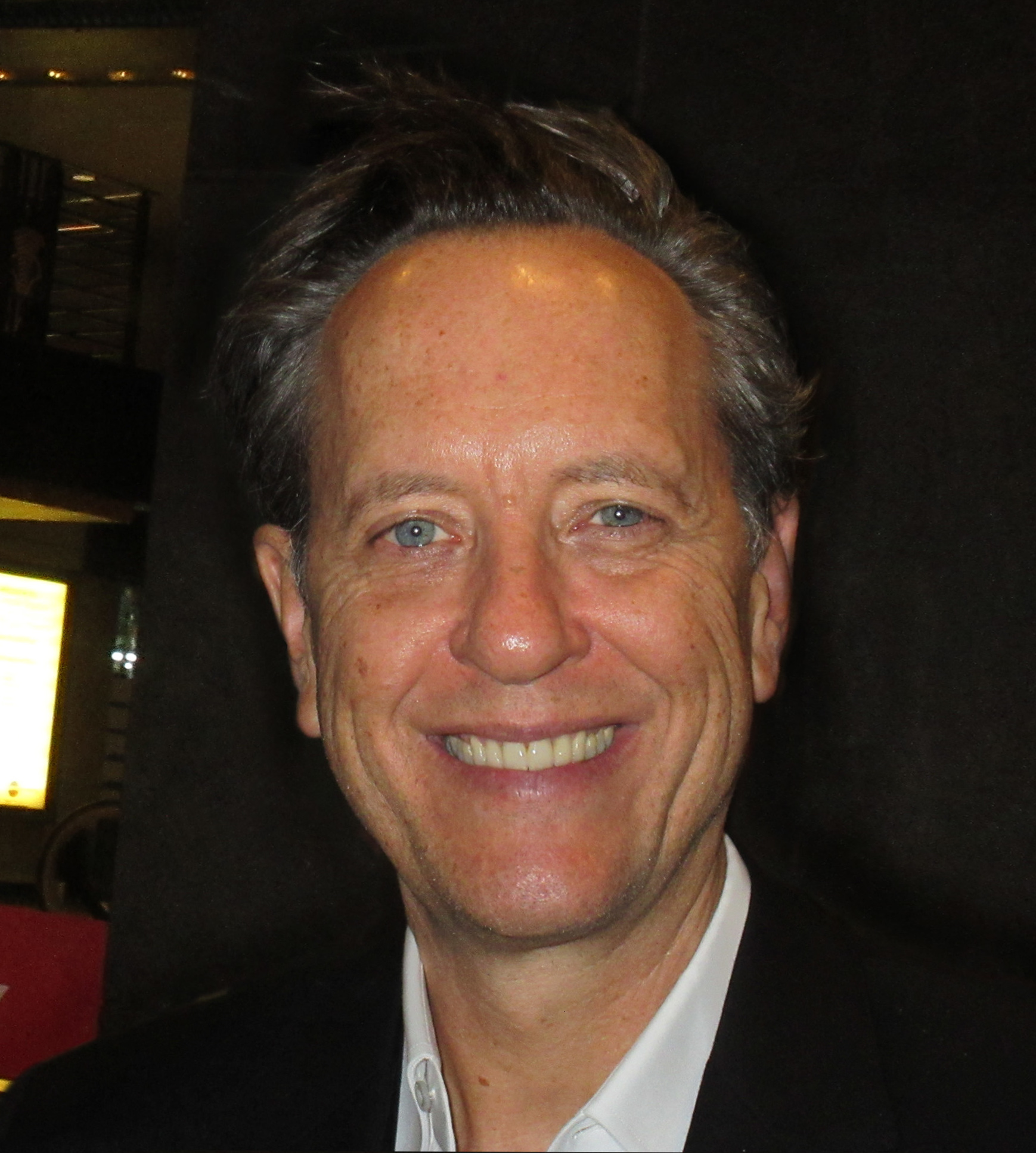
Richard E. Grant, vítěz v kategorii nejlepší herec ve vedlejší roli

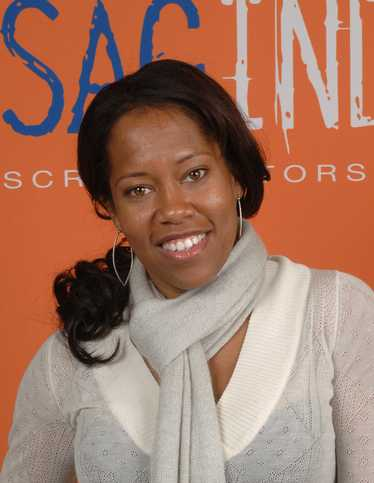
Regina Kingová, vítězka v kategorii nejlepší herečka ve vedlejší roli

## Vítězové a nominovaní
Tučně jsou označeni vítězové.

### Nejlepší film
Roma
- BlacKkKlansman
- Favoritka
- Zelená kniha
- Beze stop
- Vice

### Nejlepší režisér
Alfonso Cuarón – Roma
- Yorgos Lanthimos – Favoritka
- Spike Lee – BlacKkKlansman
- Adam McKay – Vice
- Debra Granik – Beze stop

### Nejlepší adaptovaný scénář
Nicole Holofcener a Jeff Whitty – Dokážete mi kdy odpustit?
- Ryan Coogler a Joe Robert Cole – Black Panther
- Barry Jenkins – Kdyby ulice Beale mohla mluvit
- Charlie Wachtel, David Rabinowitz, Kevin Willmott, a Spike Lee – BlacKkKlansman
- Debra Granik a Anne Rossellini – Beze stop
- Audrey Wells – Nenávist, kterou jsi probudil

### Nejlepší původní scénář
Deborah Davis a Tony McNamara – Favoritka
- Bo Burnham – Osmá třída
- Alfonso Cuarón – Roma
- Adam McKay– Vice
- Paul Schrader– Zoufalství a naděje

### Nejlepší herec v hlavní roli
Ethan Hawke – Zoufalství a naděje
- Christian Bale – Vice
- Willem Dafoe – U brány věčnosti
- Rami Malek – Bohemian Rhapsody
- Viggo Mortensen – Zelená kniha
- Ben Foster – Beze stop

### Nejlepší herečka v hlavní roli
Olivia Colmanová – Favoritka
- Yalitza Aparicio – Roma
- Glenn Close – Žena
- Viola Davis – Vdovy
- Lady Gaga – Zrodila se hvězda
- Melissa McCarthy– Dokážete mi kdy odpustit?

### Nejlepší herec ve vedlejší roli
Richard E. Grant – Dokážete mi kdy odpustit?
- Mahershala Ali – Zelená kniha
- Adam Driver – BlacKkKlansman
- Michael B. Jordan – Black Panther
- Steve Carell – Vice
- Hugh Grant – Paddington 2

### Nejlepší herečka ve vedlejší roli
Regina Kingová – Kdyby ulice Beale mohla mluvit
- Amy Adams – Vice
- Claire Foy – První člověk
- Emma Stoneová – Favoritka
- Rachel Weisz – Favoritka
- Thomasin McKenzie – Beze stop

### Nejlepší dokument
Won't You Be My Neighbor
- Free Solo
- Lyiana
- RBG
- Shikers
- Tři identičtí cizinci

### Nejlepší cizojazyčný film
Roma
- Vzplanutí
- Kafarnaum
- Studená válka
- Zloději

### Nejlepší animovaný film
Spider-Man: Paralelní světy
- Úžasňákovi 2
- Psí ostrov
- Yeti: Ledové dobrodružství
- Mary a čarodějná květina
- Raubíř Ralf a internet

### Nejlepší kamera
Alfonso Cuarón – Roma
- James Laxton – Kdyby ulice Beale mohla mluvit
- Rachel Morrison – Black Panther
- Robbie Ryan – Favoritka
- Linus Sandgren – První člověk

### Nejlepší střih
Alfonso Cuarón a Adam Gough – Roma
- Hank Corwin – Vice
- Yorgos Mavropsaridis – Favoritka
- Joe Walker – Vdovy
- Debbie Berman a Michael P. Shawver – Black Panther

### Nejlepší obsazení – castingový režisér
Sarah Finn – Black Panther
- Kim Coleman – BlacKkKlansman
- Terry Taylor – Šíleně bohatí Asiati
- Dixie Chassay – Favoritka
- Cindy Tolan – Kdyby ulice Beale mohla mluvit
- Francine Maisler – Vice

## Speciální ocenění pro ženy

### Nejlepší režisérka
Marielle Heller – Dokážete mi kdy odpustit?
- Elizabeth Chomko – What They Had
- Debra Granik – Beze stop
- Tamara Jenkins – Private Life
- Karyn Kusama – Ničitka
- Nadine Labiki – Kafarnaum
- Rungano Nyoni – Nejsem čarodějnice!
- Sally Potter – Večírek
- Lynn Ramsay – Nikdys nebyl
- Chloe Zhao – Jezdec

### Nejlepší scenáristka
Deborah Davis – Favoritka
- Diablo Cody – Tully
- Debra Granik a Anne Rossellini – Beze stop
- Nicole Holofcener – Dokážete mi kdy odpustit?
- Tamara Jenkins – Private Life
- Lynn Ramsay – Nikdys nebyl
- Audrey Wells – Nenávist, kterou jsi probudil
- Chloe Zhao – Jezdec

### Nejlepší animovaná ženská postava
Elastička, Úžasňákovi 2 (hlas: Holly Hunter)
- Gwen Stacy, Spider-Man: Paralelní světy (hlas: Hailee Steinfeld)
- Meechee, Yeti: Ledové dobrodružství (hlas: Zendaya)
- Tracy Walker, Psí ostrov (hlas: Greta Gerwig)
- Vanellope, Raubíř Ralf a internet (hlas: Sarah Silvermanová)

### Objev roku
Thomasin McKenzie – Beze stop
- Yalitza Aparacio – Roma
- Elsie Fisher – Osmá třída
- KiKi Layne – Kdyby ulice Beale mohla mluvit
- Letitia Wright – Black Panther

### Ocenění pro ženy ve filmovém průmyslu
Rachel Morrison za kamerování, její nominaci na Oscara za Mudbound a za film Black Panther
- 82 žen, které se postavilo na schodech Palais des Festival na Filmovém festivalu v Cannes a protestovalo proti nerovnosti pohlaví v programu festivalu
- Ava DuVernay za zaměstnávání filmařek pro show Queen Sugar a další projekty
- Megan Ellison za produkování projektů různých a jedinečných hlasů
- Nicole Kidman za výkony ve filmech Ničitelka, Vymazaný kluk a Aquaman a za nové příležitosti žen v produkci
- Shonda Rhimes, Reese Witherspoonová a všechny ženy, které mluvily o #MeToo

## Speciální ocenění, které stojí za zmínku

### Nestárnoucí herečka
Viola Davis – Vdovy
- Glenn Close – Žena
- Nicole Kidman – Ničitelka
- Sissy Spacek – Gentleman s pistolí
- Eileen Atkins, Judi Dench, Joan Plowright, Maggie Smith – Nothing Like a Dame

### Největší věkový rozdíl mezi partnery ve filmu
Rebecca Fergusonová a Tom Cruise – Mission: Impossible – Fallout
- Andrea Riseborough a Nicolas Cage – Mandy
- Anna Faris a Eugenio Derbez – Manžel na zkoušku
- Jennifer Lawrenceová a Joel Edgerton – Rudá volavka
- Ana Ularu a Keanu Reeves – Siberia

### Herečka, potřebující nového agenta
Jennifer Lawrenceová – Rudá volavka
- Anna Faris – Manžel na zkoušku
- Jennifer Garnerová – Peppermint: Anděl pomsty
- Dakota Johnson – Padesát odstínů svobody
- Melissa McCarthy – všechno kromě Dokážete mi kdy odpustit?
- Amy Schumer – Jsem božská

### Nejodvážnější výkon
Olivia Colmanová – Favoritka
- Toni Collette – Děsivé dědictví
- Viola Davis – Vdovy
- Nicole Kidman – Ničitelka
- Melissa McCarthy – Dokážete mi kdy odpustit?
- Charlize Theron – Tully
- Mary Elizabeth Winstead – All About Nina

### Remake nebo sequel, který neměl být natočený
Manžel na zkoušku
- Přání smrti
- Padesát odstínů svobody
- Predátor: Evoluce
- Robin Hood

### Síň studu
Me Too – Weinstein, Moonves, CK, Rush, Franco, Singer, Rose, Lauer
- Padesát odstínů svobody
- Hele Muppete, kdo tady vraždí?
- Rudá volavka